# WTA Viña del Mar
Das WTA Viña del Mar (offiziell: Cachantún Cup) war ein Damen-Tennisturnier der WTA, das 2008 in Viña del Mar, Chile, ausgetragen wurde.

## Siegerliste

### Einzel
| Jahr | Siegerin        | Finalgegnerin    | Ergebnis         |
| ---- | --------------- | ---------------- | ---------------- |
| 2008 | Flavia Pennetta | Klára Zakopalová | 6:4, 5:4 Aufgabe |

### Doppel
| Jahr | Siegerinnen                     | Finalgegnerinnen               | Ergebnis |
| ---- | ------------------------------- | ------------------------------ | -------- |
| 2008 | Līga Dekmeijere Alicja Rosolska | Marija Korytzewa Julia Schruff | 7:5, 6:3 |